# Шандор А. Товт
Шандор А. Товт (Римавська Собота, 7 квітня 1904 — Залаегерсег, 2 жовтня 1980) — викладач мистецтв, художник. Його художня манера має переважно ознаки кубізму.

## Біографія
Навчався у Коледжі образотворчих мистецтв між 1922 і 1928 роками, а потім провів три роки за кордоном у Лондоні, Парижі та Берліні, забезпечуючи себе малюванням портретів. Під час навчання в Парижі він познайомився з Гейзою Блаттнером, під його впливом захопився ляльковим театром і став членом авангардного театру Блаттнера Arc en Ciel (Веселка). Його кубістичні ляльки, рухомі та виліплені за допомогою різноманітних технік, досі є цінними скарбами в спеціалізованих колекціях. Згодом займався теоретичними питаннями лялькового мистецтва.
У 1931 році він повернувся додому і став учителем мистецтва в Pápai Református Gymnázium. Крім того, він також викладав англійську, німецьку та французьку мови. Після націоналізації реформованої середньої школи в 1952 році він продовжив свою роботу в закладі, середній школі Петефі Шандора, де працював до виходу на пенсію в 1967 році, а також викладав у середній школі Тюрра Іштвана.
Щороку, починаючи з 1932 року, він робив вирізані на лінолеумі новорічні вітальні листівки про головного героя романної трилогії Абеля Тамасі, зображуючи на них історію поточного минулого року.
Його діяльність мала великий вплив на мистецьке життя міста Папа. Після Другої світової війни він відкрив безкоштовну школу образотворчого мистецтва, потім у 1949 році заснував і протягом десятиліть керував Képzőművész Kör, яка діє й сьогодні в рамках Культурного центру Йокай. У 1965-66 жив у США та Канаді. У 1968 році він був одним із засновників художньої колонії Дьйор. Його різнобічна мистецька, громадська та педагогічна діяльність робить його видатною постаттю в історії угорської культури. З 1992 року він мав постійну виставку в замку Естерхазі в Папі, в галереї, що носить його ім'я.
Його роботи можна побачити в Угорській національній галереї.